# Église Saint-Jean-le-Vieux de Perpignan
Pour les articles homonymes, voir église Saint-Jean.
L'église Saint-Jean-le-Vieux de Perpignan est une église romane, actuellement partiellement désaffectée, située à Perpignan, dans le département français des Pyrénées-Orientales. Ancienne collégiale, elle fut supplantée au XIVe siècle par un nouvel et vaste édifice de style gothique méridional, devenu en 1602 la cathédrale Saint-Jean-Baptiste du diocèse de Perpignan-Elne. La cathédrale gothique flanque l'édifice roman au sud, qui a été conservé .

## Historique
L'origine de l'église semble remonter au Xe siècle (voire au IXe siècle), lorsque les comtes du Roussillon entreprennent la construction de leur résidence sur ce site. Il ne reste presque plus rien de nos jours de ce palais comtal, si ce n'est quelques éléments difficile d'accès.
Cet édifice est reconstruit et agrandi au début du XIe siècle ; il est consacré en 1025 par l'évêque d'Elne.
Environ un siècle plus tard, en 1102, un chapitre de chanoine est établi à Saint Jean, qui fait alors l'objet de travaux d'agrandissement : le chevet à trois absides et le transept sont alors, selon toute vraisemblance, construits à cette période. Un hôpital des pauvres est bâti à proximité de la collégiale.
Au début du XIIIe siècle, l'église est de nouveau trop exiguë, et deux collatéraux viennent flanquer la nef de part et d'autre.
Avec la prospérité engendrée par l'éphémère royaume de Majorque, on décide au XIVe siècle l'établissement d'un édifice beaucoup plus vaste : c'est alors que commence, en 1321, la construction de l'église actuelle, au sud de l'édifice roman. Le 28 octobre 1577, Antoine Peytavi peintre-sculpteur habitant de la paroisse installe un vitrail de sa main dans l'église collégiale  Saint-Jean-Baptiste de Perpignan
Cette nouvelle église devient le siège de l'évêque du diocèse de Perpignan-Elne en 1601.
Au XVIIIe siècle, le chevet roman de l'église est amputé de son absidiole gauche et de la majeure partie de l'abside centrale. Tout à la fin du XIXe siècle, une usine électrique est installée dans l'église qui va alors être sérieusement détériorée.
Sa restauration est entreprise à partir des années 1970 avec le démantèlement de l'usine, suivie d'une campagne de fouilles dans les années 1980.
La porte, le clocher et la nef méridionale ont été classés au titre des monuments historiques par liste en 1840 et l'église a été inscrite, sauf parties déjà classées, par arrêté du 21 juin 1956.

## Description
L'édifice se compose aujourd'hui d'une nef de trois travées flanquée de collatéraux, débouchant à l'est sur un transept et un chevet à trois absides, dont seule l'absidiole sud est encore intègre (l'abside majeure ne subsiste que très partiellement et l'absidiole nord a été totalement détruite au XVIIIe siècle).
Le portail méridional de l'édifice, en marbre blanc, est daté du XIIIe siècle. Sa composition est très originale, avec une division de la partie inférieure du tympan en deux arcs plus petits et séparés par une clef pendante sculptée d'un Christ trônant. Le portail est attribué (notamment pour le Christ) au sculpteur Raymond de Bianya, auteur signataire de reliefs funéraires ornant le cloître d'Elne.
L'édifice n'est en 2012 pas visitable, si ce n'est le croisillon gauche, Notre Dame dels Correchs (Notre-Dame des Ravins), à partir de la cathédrale gothique. Ce croisillon supporte le clocher roman, dont seule la partie inférieure est médiévale : il a été surmonté de trois étages en brique à la fin du XVIIIe siècle.